# Саму Омородион
Самјуел Омородион Агехова (шп. Samuel Omorodion Aghehowa; Мелиља, 5. мај 2004) је шпански фудбалер нигеријског порекла који тренутно наступа за Порто. Игра на позицији нападача.

## Успеси
Репрезентативни (Шпанија до 23)
- Летње олимпијске игре (1) : 2024.

Појединачни
- Играч месеца у Ла лиги: фебруар 2024.[5]